# Club Mercedes
O Club Mercedes, também conhecido simplesmente como Mercedes, é um clube esportivo argentino localizado na cidade de Mercedes, capital do município de nome homônimo, na província de Buenos Aires, na Argentina. Foi fundado em 12 de maio de 1875 como Club Social e ostenta as cores           preto e branco.
Sua principal atividade esportiva é o futebol profissional. O clube disputa a Primera D, uma das duas ligas que compõem a quinta divisão do sistema de ligas de futebol argentino. O clube não possui estádio próprio e manda seus jogos no estádio Liga Mercedina, de propriedade da Liga Mercedina de Fútbol, e cuja inauguração ocorreu em 25 de maio de 1942. A praça esportiva, também localizada na cidade de Mercedes, conta com capacidade para 5 000 espectadores.

## Títulos
| REGIONAIS | REGIONAIS  | REGIONAIS                | REGIONAIS | REGIONAIS | REGIONAIS    |
| Divisão   | Competição | Associação               | Títulos   | Temporadas | Ref.         |
| --------- | ---------- | ------------------------ | --------- | --- | ------------ |
| —         | Primera A  | Liga Mercedina de Fútbol | 24        | 1981, 1984, 1985, 1986, 1987, 1988, 1989, 1990, 1991, 1992, 1993, 1996, 1997, 2000, 2001, 2002, 2004, 2005, 2006 (Apertura), 2010, 2011, 2015, 2018, 2019. | [ 9 ] [ 10 ] |